# Américo Henriques
Américo Henriques (* 6. Oktober 1923 in Alburitel; † 14. August 2006) war Bischof von Lamego und Nova Lisboa.

## Leben
Américo Henriques empfing am 19. Juli 1947 die Priesterweihe für das Bistum Lamego. Papst Paul VI. ernannte ihn am 3. Juli 1966 zum Weihbischof in Lamego und Titularbischof von Tisili.
Der Apostolische Nuntius in Portugal, Maximilien de Fürstenberg, spendete ihm am 11. Oktober desselben Jahres die Bischofsweihe; Mitkonsekratoren waren João da Silva Campos Neves, Bischof von Lamego, und João Pereira Venâncio, Bischof von Leiria.
Der Papst ernannte ihn am 15. April 1967 zum Koadjutorbischof von Lamego. Nach der Emeritierung seines Vorgängers folgte er ihm am 2. Februar 1971 nach. Am 19. Februar 1972 wurde er zum Bischof von Nova Lisboa ernannt. Von diesem Amt trat er am 13. April 1976 zurück.